# Ely Ouse–Essex water transfer scheme
Ely Ouse–Essex water transfer scheme (auch Ely Ouse–Essex transfer scheme, abgekürzt EOETS, deutsch etwa Wassertransferprogramm Ely Ouse–Essex) ist die Bezeichnung für ein System von Pumpwerken, angepassten Fließgewässern, Rohrleitungen und einem Tunnel, mit dem im Osten Englands Wasser aus dem Fluss Great Ouse (lokaler Name Ely Ouse) in die Grafschaft Essex überführt werden kann.

## Hintergrund
Essex gehört zu den niederschlagsarmen Gebieten im Osten von England. Der Süden der direkt an London angrenzenden Grafschaft ist dicht besiedelt und wird wirtschaftlich intensiv genutzt.
1964 stellte eine Studie des britischen Ministeriums für Wohnungsbau und Kommunalverwaltung fest, dass es im Süden von Essex in den 1970er Jahren zu Problemen mit der Wasserversorgung kommen werde, wenn Bevölkerung und Wirtschaftstätigkeit im vorhergesagten Umfang zunehmen. Die damaligen Behörden für die Ely Ouse und die Flüsse in Essex entwickelten einen Plan, überschüssiges Wasser von der Ely Ouse in die Oberläufe der Flüsse in Essex zu leiten, um deren Abflüsse zu erhöhen und um bereits vorhandenen Stauseen zusätzliches Wasser zur Verfügung zu stellen. Rechtliche Grundlage für die erforderlichen Baumaßnahmen war der Ely Ouse-Essex Water Act, der 1968 vom britischen Parlament verabschiedet wurde. 1971 wurde die Wasserüberleitung fertiggestellt.

## Verlauf
Ausgangspunkt der Wasserüberleitung ist die Denver Sluice, ein Wehr in der Ely Ouse, das die Tidegrenze des Flusses ist. Es liegt im Süden der Marschlandschaft Fens, die an die Nordseebucht The Wash angrenzt. Knapp östlich der Ely Ouse verläuft der Cut-Off Channel, ein zwischen 1954 und 1964 erbauter Kanal, der Hochwasser von drei Nebenflüssen der Ely Ouse – Lark, Little Ouse und Wissey – ableitet. Der Cut-off Channel geht an der Impounding Sluice in den Relief Channel über. Für die Überleitung von Wasser nach Essex wurde eine kurze Verbindung von der Ely Ouse zum Cut-Off Channel mit der Diversion Sluice ⊙ gebaut. Wenn die Diversion Sluice geöffnet und die Impounding Sluice geschlossen wird, steigt der Wasserspiegel im Cut-Off Channel um bis zu 60 Zentimeter an, so dass Wasser entgegen der ursprünglich geplanten Fließrichtung im Cut-Off Channel nach Süden bis zum 25 Kilometer entfernten Einlassbauwerk bei Blackdyke ⊙ fließt.
Ab dem Einlassbauwerk fließt das Wasser durch einen Tunnel bis zu einem Pumpwerk bei Kennett ⊙ in der Grafschaft Cambridgeshire. Der Tunnel ist 20 Kilometer lang, hat einen Durchmesser von 2,5 Meter und wurde im Schildvortrieb in einer Lehmschicht aufgefahren. Das Pumpwerk bei Kennett hebt das Wasser in eine Rohrleitung mit einem Durchmesser von 1,83 Meter, die eine Wasserscheide überquert und nach 14,3 Kilometer in einem Auslassbauwerk bei Kirtling Green ⊙ endet. Ab dem Auslassbauwerk fließt das Wasser durch einen offenen, 2,7 Kilometer langen Kanal bis zum River Stour ⊙ bei Great Bradley in Suffolk.
Eine zweite Überleitung führt vom River Stour zum River Blackwater (im Oberlauf River Pant): Bei Wixoe, 13,7 Kilometer unterhalb von Great Bradley, wurde ein Pumpwerk ⊙  gebaut, das Wasser über eine 6,3 Kilometer lange Rohrleitung mit einem Innendurchmesser von 1,68 Meter zu einem Ausgleichsbecken bei Lakehouse Grove ⊙ fördert. Vom Becken fließt das Wasser über eine 4 Kilometer lange Rohrleitung bis zu einem Auslassbauwerk bei Great Sampford ⊙. Die Oberläufe von River Stour und River Blackwater wurden auf 16,8 beziehungsweise 16 Kilometer abschnittsweise verbreitert und vertieft, um den zusätzlichen Abfluss aufzunehmen. Auch wurden Brücken und Mühlen angepasst und neue Wehre gebaut.
Über die Flüsse Stour und Blackwater fließt das Wasser bis in den Süden der Grafschaft Essex, wo zwei Wasserwerke (Langham ⊙ und Langford ⊙) einen Teil des Wassers zu Trinkwasser aufbereiten. Der größere Teil des transferierten Wassers wird in zwei hoch liegende, der Trinkwasserversorgung dienende Stauseen abseits der Flussläufe gepumpt: Vom River Stour wird das Abberton Reservoir⊙ über ein Pumpwerk bei Stratford St. Mary⊙ und eine 16,9 Kilometer lange Rohrleitung gespeist. Der 4,9 Quadratkilometer große Stausee mit einem nutzbaren Volumen von anfänglich 26 Millionen Kubikmeter liegt 6 Kilometer südwestlich von Colchester. Er wurde zwischen 1936 und 1939 erbaut, um Niederschlag im Winter für die Trinkwassergewinnung im Sommer nutzen zu können. Das Hanningfield Reservoir ⊙ mit einem nutzbaren Volumen von 26,1 Millionen Kubikmeter liegt 9 Kilometer südlich von Chelmsford. Der zwischen 1951 und 1957 erbaute Stausee wird über ein Pumpwerk bei Landford⊙ und eine 14,5 Kilometer lange Rohrleitung mit Wasser aus dem Blackwater gefüllt.
Die Gesamtlänge des Überleitungssystems ab Denver Sluice beträgt rund 141 Kilometer bis zum Abberton Reservoir und 148 Kilometer bis zum Hanningfield Reservoir, wobei etwa zwei Drittel auf vorhandene Gewässerläufe entfallen.

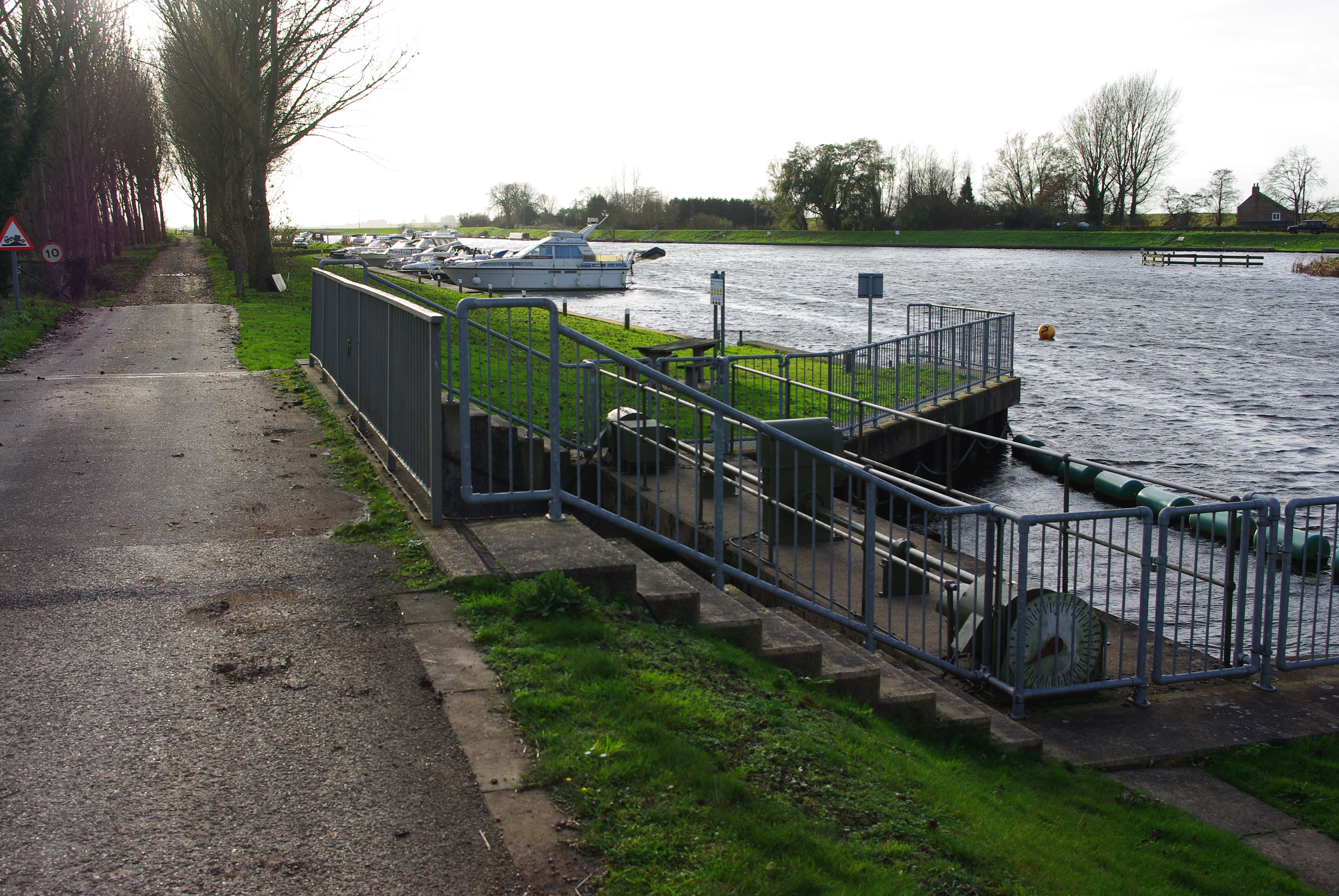
Diversion Sluice, Denver Sluice
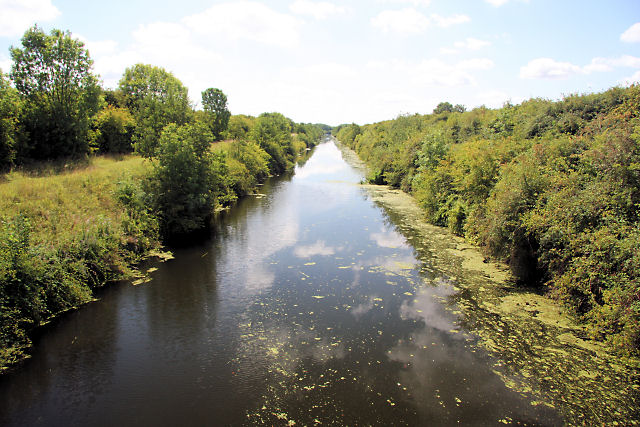
Cut-Off Channel
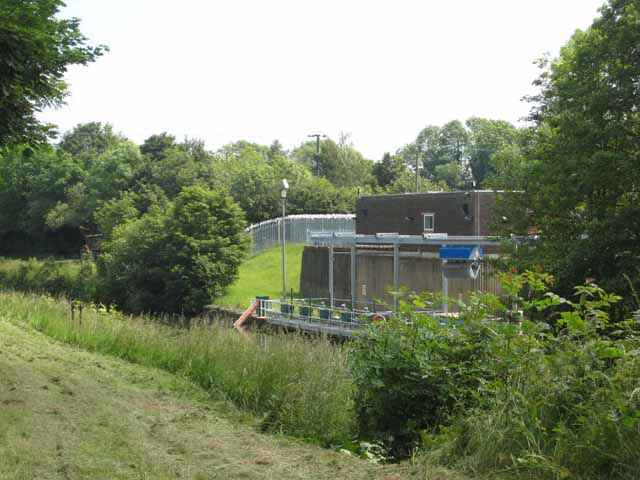
Einlassbauwerk Blackdyke
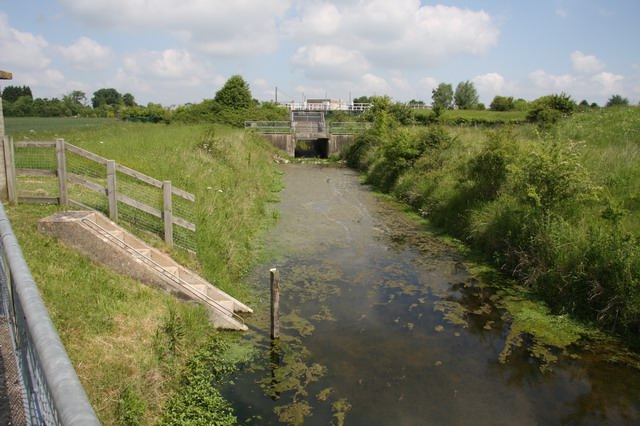
Auslassbauwerk Kirtling Green
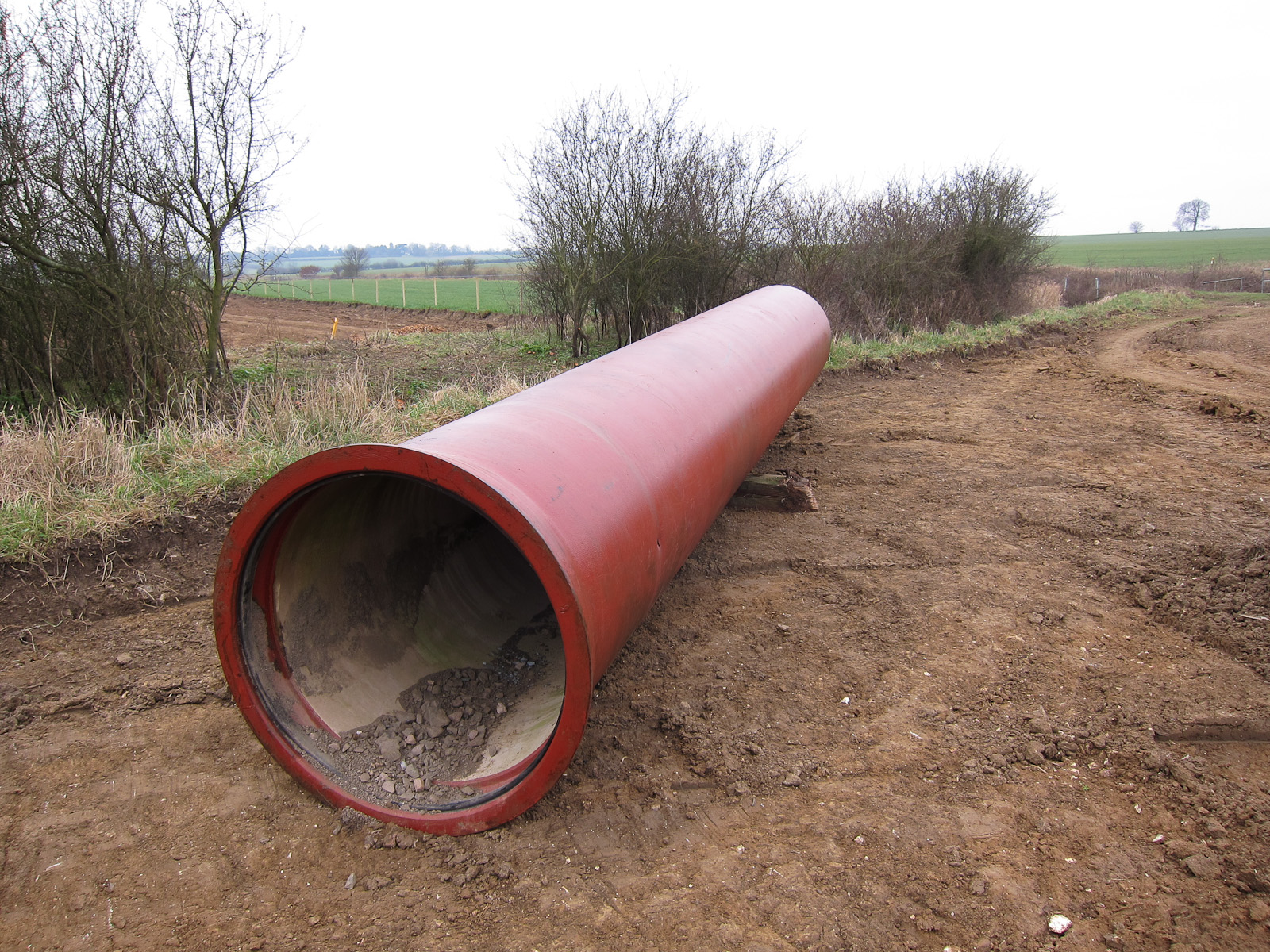
Rohrleitungsbau bei Kirtling Green 2011
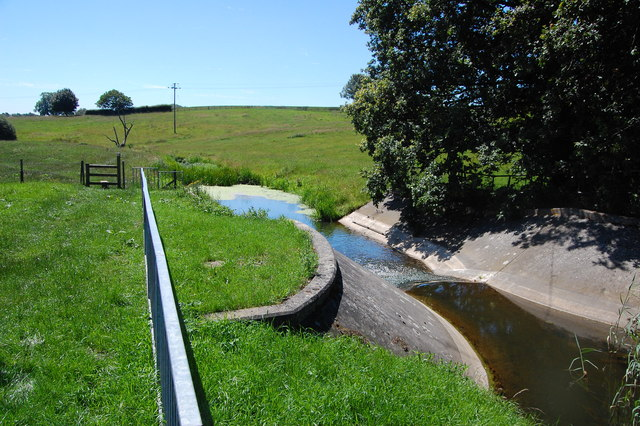
Wehr am River Pant
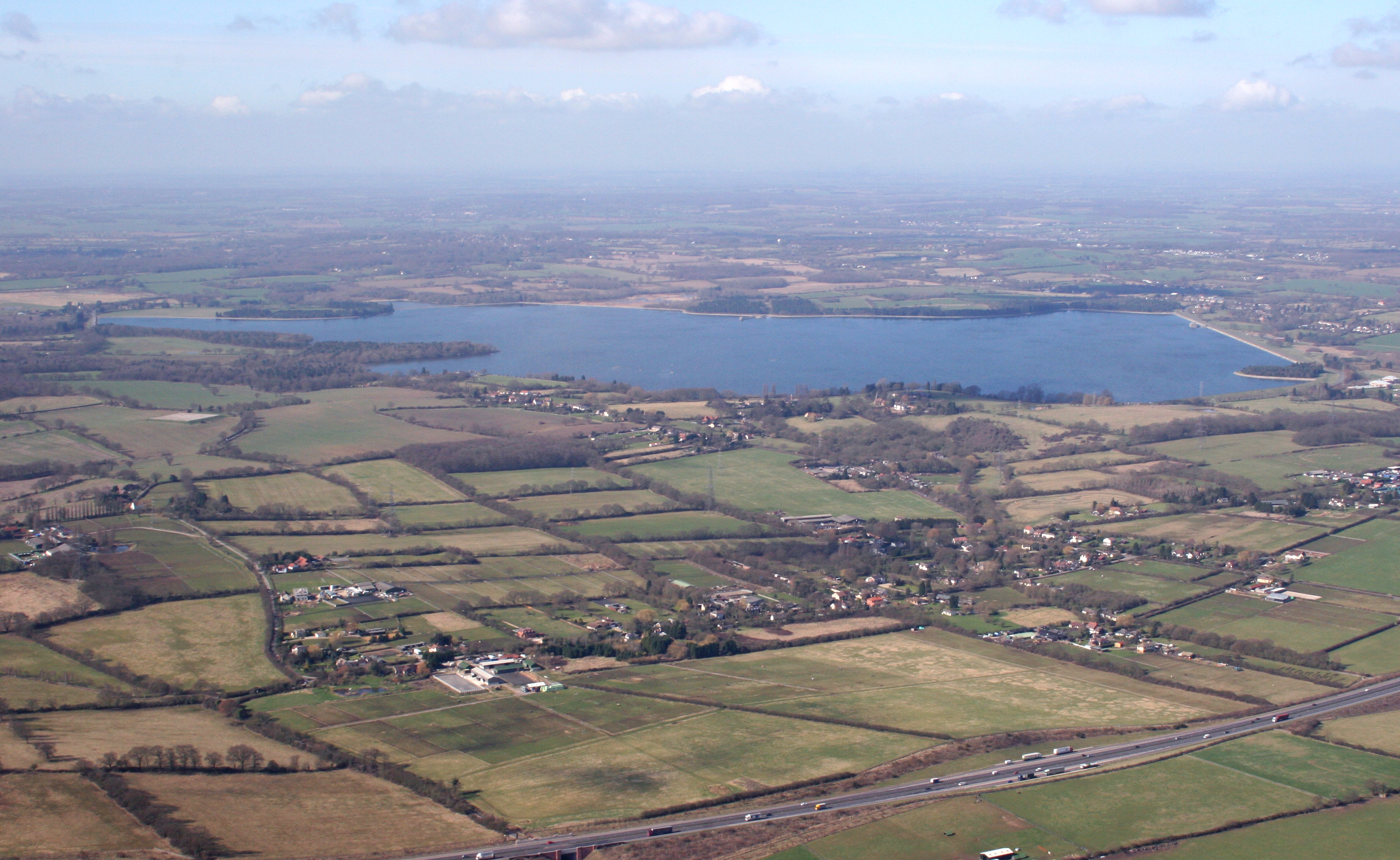
Hanningfield Reservoir
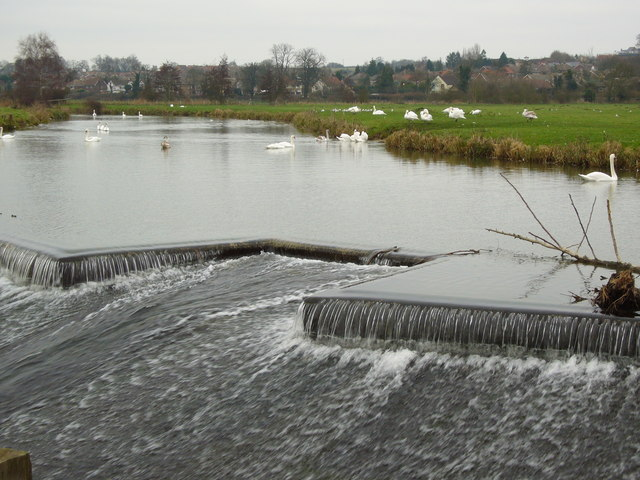
Wehr am River Stour
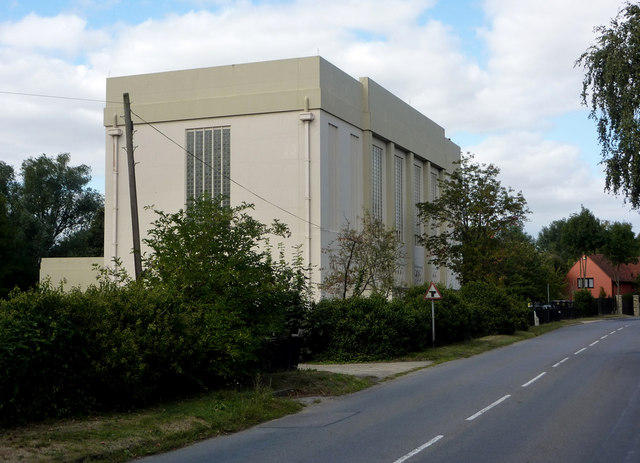
Pumpwerk Stratford St. Mary
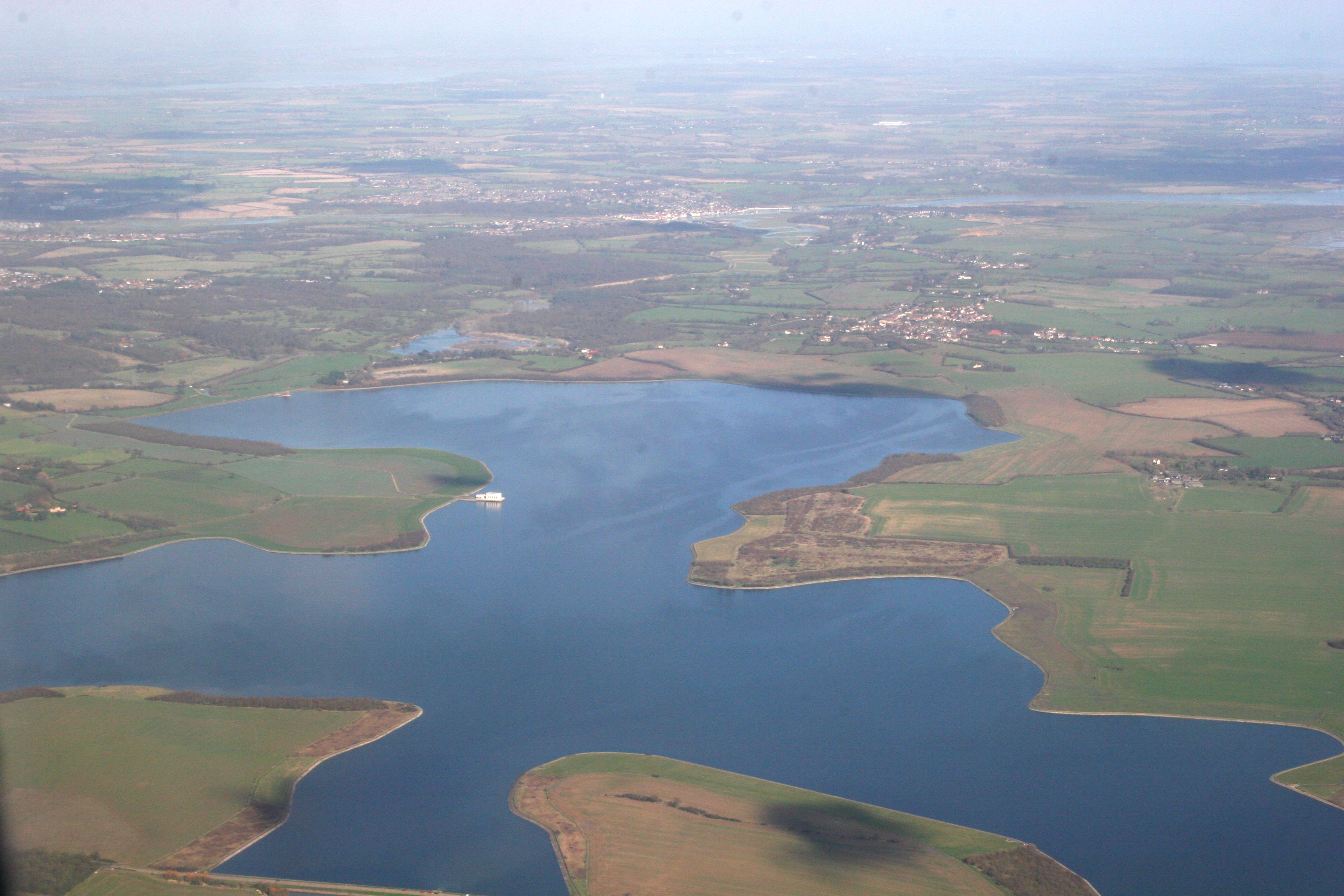
Abberton Reservoir 2007
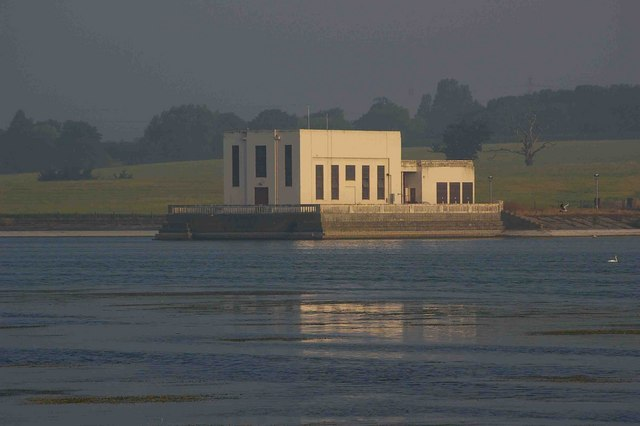
Pumpwerk am Abberton Reservoir 2006

## Nutzung
Die Überleitung von Denver Sluice bis zu den Flüssen im Norden von Essex ist Eigentum der englischen Umweltbehörde Environment Agency und wird auch von ihr gesteuert. Der regionale Wasserversorger Essex & Suffolk Water ist für die Anlagen im Süden von Essex zuständig.
Der mittlere Abfluss der Ely Ouse in Denver Sluice betrug zwischen 1958 und 2020 1,33 Millionen Kubikmeter pro Tag (15,4 Kubikmeter pro Sekunde). Für die Wasserentnahme in Denver Sluice galten anfänglich folgende Regeln:
- Die Restwassermenge betrug in den Monaten September bis Februar 318.000 Kubikmeter pro Tag, in den anderen Monaten 114.000 Kubikmeter pro Tag.
- Pro Tag durften maximal 455.000 Kubikmeter entnommen werden.
- In 18 Monaten durften höchstens 79,6 Millionen Kubikmeter abgeleitet werden.[10]

Wasser wird übergeleitet, wenn folgende drei Bedingungen erfüllt sind:
- Der Wasserstand in den beiden Stauseen fällt unter einen je nach Monat unterschiedlichen Wert.
- Der Abfluss in den Flüssen Stour und Blackwater reicht nicht aus, um die Stauseen aufzufüllen.
- Es verbleibt die vorgeschriebene Restwassermenge in der Ely Ouse.[11]

In niederschlagsarmen Jahren entstammt bis zu einem Drittel des Wassers, das in Essex zu Trinkwasser aufbereitet wird, der Ely Ouse. In Jahren mit mindestens durchschnittlichem Niederschlag wird oft kein Wasser überführt. Im Mittel wurden in einem Zeitraum von 18 Monaten ungefähr 18 Millionen Kubikmeter transferiert.

## Ausbau
Ab 1993 durchgeführte Studien ergaben, dass der Wasserverbrauch in Essex zunehmen wird, während die Wasserressourcen – auch bedingt durch die globale Erwärmung – tendenziell abnehmen werden. Um die Versorgungssicherheit für die nächsten 25 Jahre zu gewährleisten, wurden aus einer Vielzahl untersuchter Maßnahmen drei ausgewählt und zwischen 2008 und 2015 realisiert:
- Das Stauziel des Abberton Reservoirs wurde um 3,2 Meter angehoben, wodurch das nutzbare Volumen um 58 Prozent stieg.
- Die Genehmigung für die Wasserentnahme in Denver Sluice wurde in zwei Punkten geändert. Zum einen wurde die innerhalb von 18 Monaten zulässige Wasserentnahme von 79,6 auf 100 Millionen Kubikmeter erhöht. Zum anderen wurde die Restwassermenge für die Monate Oktober bis Dezember reduziert und für März sowie April erhöht. Dadurch kann im Spätherbst und am Anfang des Winters mehr, im Frühling weniger Wasser entnommen werden.
- Das Überleitungssystem wurde durch zwei zusätzliche, jeweils rund 15 Kilometer lange Rohrleitungen mit einem Durchmesser von 1,2 Meter und durch die Verstärkung eines Pumpwerks ausgebaut. Die eine Leitung führt von Kirtling Green zum Pumpwerk bei Wixoe. Sie umgeht den Oberlauf des River Stour, der zusätzliche Abflüsse nicht aufnehmen konnte. Die zweite Leitung verbindet ein neues Pumpwerk bei Wormingford⊙ mit dem Abberton Reservoir. Diese Leitung dient der Überführung von Wasser aus der Ely Ouse, kann aber auch dazu genutzt werden, vor allem im Winter auftretende hohe Abflüsse im River Stour zu speichern, was früher wegen fehlender Pump- und Leitungskapazitäten nicht möglich war. Zudem wurde die Leistung des Pumpwerks bei Kennett erhöht, die zuvor nicht ausreichte, die genehmigte Entnahme von 455.000 Kubikmeter in Denver Sluice zu überführen.[14]